# Wola Wydrzyna
Wola Wydrzyna – wieś w Polsce położona w województwie łódzkim, w powiecie pajęczańskim, w gminie Sulmierzyce.
W latach 1975–1998 miejscowość administracyjnie należała do województwa piotrkowskiego.

## Części wsi
| SIMC    | Nazwa    | Rodzaj     |
| ------- | -------- | ---------- |
| 0552946 | Borek    | część wsi  |
| 0552952 | Walewice | przysiółek |

## Zabytki
Według rejestru zabytków Narodowego Instytutu Dziedzictwa na listę zabytków wpisane są obiekty:
- zespół pałacowy, pocz. XIX w.:
  - pałac, nr rej.: 995-XVI-6 z 9.05.1960
  - oficyna, nr rej.: 996-XVI-7 z 9.05.1960
  - park, nr rej.: 328 z 31.08.1983 i z 29.12.1995